# Trill (Star Trek)

Jadzia Dax, és la trill més coneguda de Star Trek.

Els trill són unes formes de vida simbiòtiques de l'univers fictici de Star Trek. La seva primera aparició va ser a la sèrie Star Trek: La Nova Generació i són part integral de la sèrie Star Trek: Deep Space Nine. Els hostes són humanoides, es diferencien dels humans per un seguit de taques que van del front als peus en una franja vertical que hi ha entre les celles i les orelles. Els simbionts són una mena de cucs gruixuts amb una llarga vida, quan un hoste mor el simbiont passa a un altre hoste. No es diu quan poden arribar a viure però a Deep Space Nine, hi ha un simbiont que viu fins a 9 vides trill, més de 300 anys. Pels trill poder arribar a la unió amb un simbiont és la fita més gran a la que poden arribar, es segueix un seguit d'estricte de proves per unir, només 1 de cada 1000 trills tenen les condicions necessàries per la unió. Això no obstant, la realitat és que la meitat de la població està capacitada per la unió però no es fa públic, ja que els simbionts (els quals només hi ha 1 per cada 1000 trills) en ser tan apreciats serien robats i venuts al mercat negre.